# モンハン持ちができません。
『モンハン持ちができません。』（モンハンもちができません）は、津々巳あやが描くモンスターハンターのプレイ日記漫画。略称は「モンでき。」。

## 概要
ファミ通の編集者である江野本ぎずもと共にクエストをこなしていくモンスターハンターのプレイ日記。
2011年3月18日よりWEB上で無料公開されている。本来は3月11日より開始予定だったが、その日東北地方太平洋沖地震が発生したために延期。「被災地におられる方も含めた皆様に、ちょっとだけ笑ったり、和んだりしてもらえるものをお届けすることができたらと思い」連載開始に至った。
MHP3では、漫画公開に当たり、初心者然としたフレッシュなプレイを目指し、両者があまり使っていない武器と言うことで大剣のみでのプレイを行った。なお、続編と言えるMH3Gにおいては、同じ理由で片手剣にシフトしている。それぞれモンでき用のキャラを使っており、集会所でのソロプレイはクリア済のクエストのみプレイしてよい事になっている。当初は江野本のマイペースぶりを楽しむ漫画として公開していたが、身勝手で迷惑、江野本の方がヘタだと読者から勘違いを受けてしまっていた。しかしMH3G編・第7回における津々巳の天然ぶりを江野本が面白がったことから路線を変更。「津々巳を面白がる漫画」へとシフトしていった。
MH3G以降はニンテンドー3DSで従来のモンハン持ちが事実上できないことを受けて、略称であった「モンでき。」が正式なタイトルとなっている。

## 登場人物
津々巳あや
本作の作者。モンスターハンターシリーズ総プレイ時間1,000時間と言うベテランプレイヤーでありながら、モンハン持ちができない、モンスターの特徴を把握していない、農場採掘が拡張なしでもできる事を知らないなど、ベテランらしからぬ面が非常に多い。中でも、「ティガレックスの怒り状態（バックステップの後に咆哮し、赤い斑点を纏って動きが速くなる）を知らない」や「目玉マーク（大型モンスターに見つかっている時のマーク）を知らない」などは、読者からもギャグととらえられていた。また、何度も経験しているはずのモンスターの動きを「初めて見た」と言ったり、それに対処できた事に感動していると「前も同じ事をしていた」と江野本に突っ込まれるなど、類稀なボケキャラを披露している。
装備は基本的に見た目で選んでいるが、なぜか火耐性に弱いものが多い。着替える頻度も非常に多いが、スキルや耐性を考慮した装備はあまり見受けられない。苦労したモンスターはほとんど覚えていないのか、アグナコトルが登場するのは、実際にプレイ（MH3G編・第24回）してからかなり後（MH3G編・第55回）であった。ガードに慣れなかったり、前述のとおりモンスターの特徴をなかなか把握しないなど、江野本にプレイスキルは一歩譲る形である。
パズルゲームはまだ得意なのか、「アイルーでパズルー」お試しプレイ時には、江野本と本作プロデューサーである鈴木と対戦、勝利している。
江野本ぎずも
本作の編集者。本来はファミ通のゲームメディアの担当（本日も逆鱗日和など）である。「モンハンを女性二人でプレイし、それを漫画にしたら面白いのでは」と考え、津々巳を誘って本作の公開に至った。非常にマイペースであり、その性格はプレイに惜しみなく反映されている。好きな装備は被り物で、オトモアイルーにさえも被り物をつける事が多々ある。「初日記用のプレイでいきなり当時最高レベルのクエストを選んで早々に1オチする」「アオアシラと戦っている津々巳をよそに採取に没頭する」など、身勝手とも言えるプレイが目立ったために、当初読者から苦情のコメントが多かった。
第7回で津々巳を面白がっている江野本を見て津々巳が路線を変更。津々巳の天然ぶりに対抗するためにブルファンゴ装備のみ（要は頭装備以外何もつけていない状態）でプレイを開始。当初は読者はおろか津々巳からも迷惑がられていた。その腕は決して低くなく、津々巳と言う相棒がいるとは言え、ブルファンゴ装備のみで上位まで登りつめ、あまつさえMHP3の最強モンスターとも言えるアマツマガツチさえもこの装備で討伐している。さすがに読者から感心されたと述懐している。
防具に関してはブルファンゴフェイクかガーグァフェイクのみでほとんど変更がないものの、武器は常に津々巳の一歩上を行く装備を作り続けている。MH3Gからは上半身のみルドロスメイルをつけているが、インナーの露出が多い事はあまり変わっていない。また、各シリーズの開始当初は通常の装備をしている。
その後しばらく様々な防具に着替えて、フェイクのみの装備をする事が少なくなったが、MH4の第13回にて再びガーグァフェイクのみで復活した。第58回でソロ用装備のままプレイしてからはこの装備が定着し、HR7に昇格した第71回からはしっかりした装備(カイザー装備の頭・腰、ラギア装備の腕・脚、三眼の首飾り)でプレイに臨んでいる。
竹内
ゲーム周辺機器を開発する企業「MSY」の営業マン。
自社の製品である「モンハングリップ」（PSPに装着して持つとモンハン持ちがしやすくなる）を津々巳と江野本に贈った。
穏便で冷静な人物であるが、津々巳達とプレイする際、初期装備であるために一発攻撃を食らうたびに高いダメージを受ける上、それに驚き（本人はモンハンをほとんどやっていない）甲高い声を上げているなどギャップがあったため、二人から面白がられていた。
清野
カプコンのスタッフで、モンでき担当。かなり前から津々巳とは親交がある。準備中の津々巳を江野本と同じ行動（その場をぐるぐる回る）で待っていたり、クエストクリア後に彼女と攻撃しあったりする。「アイルーでパズルー」お試しプレイの回でも登場した。
リョウコ
津々巳のアシスタント。
MH3G編・第34回で江野本の妄想に「謎の組織に津々巳を売って美肌を手に入れたものの、それを江野本に見破られてあっさり改心するアシスタント」と言う役柄で初登場した。江野本が「番外編で新キャラを投入したい」と提案した際に津々巳がリョウコを推薦し、2012年6月16日の番外編にて本編に初登場。モンスターハンターデビューでもある。
江野本に「津々巳とは超お似合い師弟コンビ」と称されており、照れ隠しで少し素っ気無い態度を取る津々巳に対し「そんなこと言うなんて、私のこと大好きですね～」と返すなど、非常に敬愛しているようである。
デビューを（弾の選択や装填、弾の準備費用など手間がかかる）ライトボウガンで飾らされており、初戦のボルボロスには3オチさせられた。なお、現実における師である津々巳も、ベテランのボウガン使いであるが、指導は主に江野本が行っていた。
アイテム納品のクエストに際しては、津々巳の「リオレイアをくぐり抜けて卵（納品アイテム）を取って」と言う指示を、リオレイアの股の下で卵を取ると勘違いし、実行するなど、天然ボケぶりを遺憾なく発揮していた。
MH3G編・第59回において、うっかり「みんなでやると、自分は何もしなくてもいろいろ素材がもらえて、楽しい」と口にしてしまったため、江野本に「津々巳と同じ」と落胆された。さすがにすぐに弁明したらしい。
アイテム選択の動作が非常にゆっくりしており、「モンできの主張　第５回」において回避などの動作はきちんとできる事を踏まえると、「（ボタンを）１回は押せて、２回目までに時間がかかってしまう」と言う結論に至り、タッチパネルで必要なアイテムを一発で選べるようになった「MH4はリョウコ向け」というところで話が落ち着いていた。
しかし極度の虫嫌いであり、システム面でライトユーザーに優しくなったMH4が虫型モンスターが多くなったため、ビジュアル面で苦労する場面が多々見受けられる。そのため、前述の「MH4はリョウコ向け」が一夜にして撤回されている。
MH4編で、当初３人とも操虫棍を使う予定だったが、虫が思ったよりも大きくプレイに支障が出るため、ハンマーを装備してのプレイとなった。またの名をマルコ

### 【ゲスト登場】
相田
津々巳のアシスタント。
「モンでき。」漫画本編のトーンを貼っている。
鈴木
モンスターハンターのスピンオフ作品「アイルーでパズルー」のプロデューサー。津々巳と髪型がかぶっていた。
清野の思いつきで津々巳と対戦した。お試しプレイとはいえ負けてしまったが、接待プレイである事は否定している。
中島
カプコンのスタッフ。「アイルーでパズルー」お試しプレイ時に登場。AKB48の梅田彩佳推しである
バサラ佐藤
モンハン族出張版でゲスト登場した。
ジャスト野島
モンハン族出張版でゲスト登場した。
藤岡要
モンハンのディレクター。
烏谷龍三
モンハンのプランナー。「モンでき。」の漫画原稿チェックをしている。

### 【プライベート狩り仲間】
稲場そーへー
津々巳の漫画家仲間。
しのさん
稲場そーへーの奥さん。
内水融
津々巳の漫画の師匠。後に結婚する。
酔co
ファミ通.comのブログ仲間。

## 主な登場モンスター
本項では作中での扱われ方についてのみ触れる。モンスター自体の詳細はモンスターハンターのモンスター一覧を参照。
ボルボロス
本編の主導を握っている江野本に気に入られているため、最も頻繁に登場する大型モンスター。MHP3最初のターゲットにして、最後のターゲットである。ボルボロス狩猟クエストには津々巳はノリ気ではない。
イビルジョー
MHP3における最高クラスのモンスター。基本的には別のモンスターを狩猟した後に登場するが、やはり江野本に気に入られているためにそれ狙いのクエストが多い。江野本には「ジョー様」と言われている。
アグナコトル
本編内で初めて狩猟してから34回後にようやく初登場と言う冷遇を受けた。

## モンでき漢字テスト
不定期更新企画。モンスターハンターシリーズに登場する武具やアイテムなどの漢字の読みを答えるテスト。公式攻略本などの規制に従い、攻略本に掲載されないアイテム（アルバトリオンやグラン・ミラオスの素材など）は出題されていない。
MHP3編・第2回にて、津々巳が「大剣を『だいけん』と読んでいた」と描いたのをきっかけに企画が立ち上がった。

## 単行本
- モンハン持ちができません。（2011年12月9日発売、エンターブレイン、ファミ通BOOKS）ISBN978-4-04-727751-9
- モンでき。凸凹編（2012年9月20日販売、エンターブレイン、ファミ通BOOKS）ISBN978-4-04-728381-7
- モンでき。闇鍋編（2012年12月24日発売、エンターブレイン、ファミ通BOOKS）ISBN978-4-04-728669-6
- モンでき。三つ巴編（2013年9月13日発売、エンターブレイン、ファミ通BOOKS）ISBN978-4-04-7291190-4
- モンでき。むいむい編（2014年5月7日発売、KADOKAWA、ファミ通BOOKS）

- モンでき。とんがり編（2014年10月10日発売、KADOKAWA、ファミ通BOOKS）
- モンでき。狩祭編（2015年7月30日発売、KADOKAWA、ファミ通BOOKS）